# Bo Derek
Bo Derek, nome artístico de Mary Cathleen Collins (Long Beach, 20 de novembro de 1956), é uma atriz norte-americana, última esposa do ator, produtor cinematográfico e fotógrafo John Derek, com quem foi casada até ele morrer, em 1998, e de quem reteve o sobrenome artístico.
Recusou-se a fazer a principal personagem feminina da segunda versão de King Kong, em 1976, que lançou Jessica Lange, mas acabou consagrando-se como o estereótipo da mulher fisicamente perfeita e símbolo sexual da década seguinte, no filme Mulher Nota 10, onde atuou três anos depois.

## Filmografia
- 2012 - Chuck (Chuck vs Bo) (TV)
- 2004 - O Poder da Mídia (Crusader) (TV)
- 2003 - Malibu's Most Wanted
- 2002 - Kentucky (TV)
- 2002 - Mestre do Disfarce (The Master of Disguise)
- 2001 - A Vida por um Fio (Life in the Balance)
- 2001 - Sunstorm (TV)
- 2000 - Frozen with Fear (TV)
- 2000 - Horror 101
- 2000 - Murder at the Cannes Film Festival (TV)
- 1995 - Mong & Lóide (Tommy Boy)
- 1994 - Imagem Destruída (Shattered Image) (TV)
- 1993 - Uma Mulher Desejada (Woman of Desire)
- 1992 - Uma Mulher de Negócios (Hot Chocolate)
- 1990 - Fantasmas não Transam (Ghosts Can't Do It)
- 1984 - Bolero
- 1981 - Fantasies
- 1981 - Tarzan, the Ape Man
- 1980 - Amantes em Família (A Change of Seasons)
- 1979 - Mulher Nota 10
- 1977 - Orca, a Baleia Assassina